# Premis Ondas 1954
Els Premis Ondas 1954 van ser la primera edició dels Premis Ondas, celebrada a Barcelona el 14 de novembre de 1954. Durant aquesta primera celebració només es premiava als programes de ràdio, sobretot als actors de les radionovel·les de Radio Madrid i Ràdio Barcelona, molt en voga en aquells moments.

## Palmarès
Nacionals de ràdio
- Per la seva activitat cultural a la ràdio: Eugeni d'Ors (títol pòstum)
- Per les seves cròniques d'actualitat espanyola i estrangera: José Ramón Alonso Rodríguez-Nadales
- Per la tasca de difusió de la ràdio espanyola que ha fet als EUA: Alfonso Banda Moras
- Pels populars serials dels quals és autor: Guillermo Sautier Casaseca
- Per la seva actuació com a locutor en els campionats d'hoquei: Joan Viñas i Bona
- Per la seva tasca en la direcció de programes de ràdio: Antonio González Calderón
- Per la seva actuació en la ràdio i televisió estrangeres: Antoni Losada i Blanch
- Per la seva actuació com a locutora en el Festival de Cinema de Sant Sebastià: Petrita Tamayo[3]
- Animador de programes com Cabalgata fin de semana: Bobby Deglané
- Millor atracció internacional de l'any: Pepe Iglesias
- Millor atracció nacional de l'any: Elia y Paloma Fleta
- Millor actriu (Madrid): Maribel Alonso
- Millor actriu (Barcelona): Encarna Sánchez Cascales
- Millor actor (Madrid): Pedro Pablo Ayuso
- Millor actor (Barcelona): Isidre Sola i Llop[4]
- Per la seva labor musical: A Radio Nacional de España a Madrid
- Pel programa de més qualitat artística: El teatro del aire (Radio Madrid)
- Pel programa religiós: El rosario radiado, de Ràdio Barcelona[5]
- Per la seva magnífica programació a la seva zona d'audició: Radio Murcia